# 定惠院 (北宋寺院)
定惠院也写作定慧院，北宋时期黄州的一所寺院，位于今天的湖北黄冈县东南。
苏轼曾寓居于此，写下了词《卜算子·黄州定惠院寓居作》、文《游定惠院记》、诗与书法《定惠院海棠诗》、《定惠院寓居月夜偶出二首》等作品。

## 参看
1. ↑  . 小梅书法网.   [2023-12-05]. （原始内容存档于2023-12-05）.
2. ↑  . 东方早报.   [2023-12-05]. （原始内容存档于2023-12-05）.